# Krzywulec

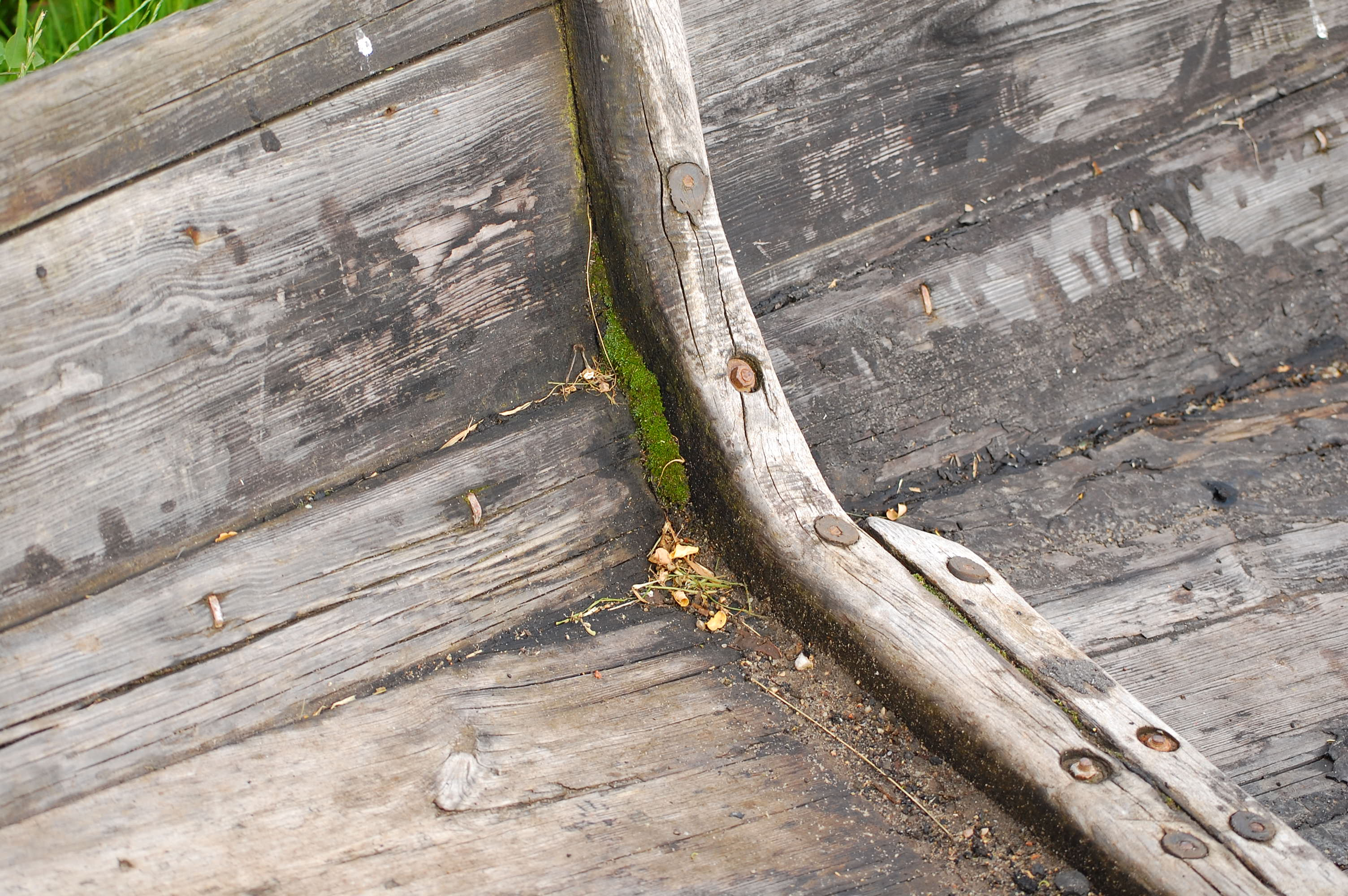
Krzywulec w tradycyjnej łodzi Wiślanej w Wyszogrodzie

Krzywulec – drewniany element łodzi lub statku łączący dno z burtą wykorzystujący naturalne zakrzywienie słoi drewna. Krzywulce wykonuje się z zakrzywionych korzeni lub konarów najczęściej dębu lub sosny. W łodziach często stosowane parami nitowane bądź przykręcane do klepek dna i burty.